# Schistura incerta
Schistura incerta är en fiskart som först beskrevs av Nichols, 1931.  Schistura incerta ingår i släktet Schistura och familjen grönlingsfiskar. IUCN kategoriserar arten globalt som otillräckligt studerad. Inga underarter finns listade i Catalogue of Life.